# When the Ashes Devoured the Sun
When the Ashes Devoured the Sun (englisch Als die Asche die Sonne verschlang) ist ein Album der international besetzten Funeral-Doom-Band Towards Atlantis Lights.

## Geschichte
Nach dem Erfolg des Debüts Dust of Aeons arbeiteten Kostas Panagiotou von Pantheist und Riccardo Veronese von Aphonic Threnody in ihren Heimstudios in Großbritannien und Ivan Zara von Void of Silence mit Ivano Olivieri, mit ihrer eigenen Studiotechnik in Italien an einer Folgeveröffentlichung.
Die Musik schrieb, wie bereits beim Debüt Zara. Die Texte verfasste Panagiouto. Abmischung und Mastering übernahm Luca Soi von Arcana Coelestia in seinem Voidwards Studio. Die Aufnahmen schloss die Band bereits im Jahr 2020 ab, doch der Ausbruch der COVID-19-Pandemie und die Folgen für die Produktion, den Handel und den Vertrieb hemmten die Veröffentlichung. Das ursprünglich Label Transcending Obscurity Records hatte sich seit dem Jahr 2019 mehrfach auf eine Veröffentlichung verpflichtet, musste jedoch als Reaktion auf die Pandemie die Veröffentlichungen einschränken und Towards Atlantis Lights fallen lassen. Panagiotou hatte kurz zuvor das Label Melancholic Realm Productions initiierte um das Pantheist-Album Seeking Infinity zu veröffentlichen und bot der Band die Kooperation an. Innerhalb weniger Monate wurden CDs gepresste, Promotion und Marketing angestoßen und das Album auf diversen Streaming-Plattformen zugänglich gemacht.

## Albuminformationen
When the Ashes Devoured the Sun ist das zweite Studioalbum der Band. Das am 16. Juli 2021 über Melancholic Realm Productions veröffentlichte Album enthält 6 separate Stücke, die eine Gesamtspielzeit von 1:01:33 Stunden haben. Die Gestaltung übernahm Francesco Gemelli. Die Musik schrieb Zara, alle Text Panagiotou.

### Titelliste
1. Alpha and Omega: 2:53
2. The Minoan Tragedy: 15:58
3. To the Forgotten Tribes: 11:56
4. The Bull and the Serpent: 6:52
5. Mad Prophetess: 15:53
6. Pelasgian Tales: 8:06

### Inhalt
Das Album bleibt im Konzept seines Vorgängers mit „geheimnisvollen, arkanen Themen“ befasst. Dabei liegt der Schwerpunkt auf vergangenen Zivilisationen wie den Minoische Kultur und jene der Pelasger. Die Texte sollen sowohl einem Wunsch nach Eskapismus entsprechen und gleichzeitig dem Nachdenken über die Rolle der gegenwärtigen Zivilisation dienen. Vornehmlich befassen sich die Texte mit dem Geheimnis verlorener Zivilisationen, deuten dabei jedoch ebenso Parallelen zu ähnlichen Mustern in der Geschichte und Gegenwart an.

### Stil
Auf When the Ashes Devoured the Sun spielt Towards Atlantis Lights den für die üblichen Atmospheric Doom, Death- und Funeral-Doom mit gelegentlichen Temposteigerungen, „erdrückenden Melodien“, ausgeprägter Sensibilität. Das Album zeichnet sich durch geringes Tempo aus. Vom Intro Alpha and Omega mit einem Metrum von 86 bpm bis zu Mad Prophetess mit 136 bpm bleibt When the Ashes Devoured the Sun im Genreüblichen Tempo. Die Tonart variiert dabei zwischen den Stücken. Alpha and Omega, The Bull and the Serpent und To the Forgotten Tribes wurden in cis-Moll geschrieben, Mad Prophetess in c-Moll, The Minoan Tragedy in fis-Moll und Pelasgian Tales in As-Dur.
Die Musiker sahen Towards Atlantis Lights und die Veröffentlichungen der Gruppe als unabhängig von ihren sonstigen Bands und über die vorschreitende Kooperationen an Individualität gewinnen. Vergleiche mit den namhaften Gruppen unter ihrer Beteiligung können lediglich auf musikalische Facetten angewandt werden. Dabei knüpfe die Band auf When the Ashes Devoured the Sun an der Musik ihrer eigenen Projekte ebenso an wie an der weiterer Interpreten wie Mournful Congregation oder Evoken.
Die Kernelemente des Stil des Vorgängers blieben auch auf When the Ashes Devoured the Sun erhalten. Towards Atlantis Lights, nutzen überwiegend langsame die Riffs, eine herausstechende Leadgitarre und einen kontemplativen sowie tragischen Grundatmosphäre. Dabei habe sich die Band zu „tieferen Tiefen, höheren Höhen“ entwickelt. Die Abmischung bietet der „Rhythmusgruppe viel geräumige, schwerelose Resonanz um darin zu hallen. Dies ist vielleicht ein notwendiger Ausgleich für Panagiotous beeindruckende stimmliche Bandbreite“ die zwischen verschiedenen Varianten des gutturalen Gesangs, vornehmlich Growling, Sprechen und Klargesang changiert, und zu seinem sehr präsenten atmosphärischen Keyboardspiel „und Zaras Gitarrenarbeit“, die auf dem Album eine ebenso große Rolle einnimmt.

## Wahrnehmung
When the Ashes Devoured the Sun erfuhr international durchgehend positive Resonanz. Rezensenten nannten es eine „starke Verbesserung gegenüber dem Vorgängeralbum und eines der besser konzipierten und ‘vollständiger’ wirkenden Funeral-Doom-Metal-Alben des Jahres“, eine Steigerung in „Darbietung, Songwriting und Gesamtqualität“ aber auch „wunderbar!“ und eine seltene und „großartige Leistung“.